# Inuvialuit
Ne doit pas être confondu avec Innus.
Les Inuvialuit (singulier Inuvialuk ; le vrai peuple) ou les Inuits de l'Ouest canadien sont des Inuits qui vivent dans la région de l'Arctique de l'Ouest canadien. Comme tous les autres Inuits, ils sont des descendants des Thulé qui ont migré vers l'est depuis l'Alaska.
Leur patrie - la région désignée des Inuvialuit - couvre la zone côtière de l'océan Arctique à partir de la frontière de l'Alaska, à l'est jusqu'à la mer de Beaufort et au-delà du golfe d'Amundsen, qui comprend certaines des îles de la partie occidentale de l'archipel Arctique, ainsi que la communauté intérieure d'Aklavik et une partie du Yukon. Le territoire a été délimité en 1984 par la Convention définitive des Inuvialuit.

## Histoire et migration
Avant le XXe siècle. la région désignée des Inuvialuit était principalement habitée par les Inuits Siglit, mais dans la seconde moitié du XIXe siècle, leur nombre a été décimé par l'introduction de nouvelles maladies. Les Nunamiut, Inuits de l'Alaska, ont déménagé dans les régions traditionnelles de Siglit dans les années 1910 et 1920, attirés en partie par la demande renouvelée de fourrures de la Compagnie de la Baie d'Hudson et des marchés européens. Le Nunatamiut qui s'est installé dans la région de Siglit est devenu connu sous le nom d'Uummarmiut. À l'origine, il y avait une aversion intense entre les Siglit et les Uummarmiut, mais ces différences se sont estompées au fil des ans, et les deux peuples autochtones se sont mariés. Grâce à l'amélioration des soins de santé et aux mariages mixtes avec les Nunatamiut, les Inuvialuit sont maintenant au nombre d'environ 3 100,.
Le rapport sur les connaissances traditionnelles de la région désignée des Inuvialuit de 2006 a identifié d'autres caractéristiques de dénomination. Les Inuvialuit qui vivent dans l'ouest sont appelés Ualinirmiut (Ualiniq) par les gens de l'est. Les Inuvialuit qui occupent l'est sont connus sous le nom de Kivaninmiut (Kivaliniq) par les gens de l'ouest.
Les Inuits d'Ulukhaktok ne sont ni Siglit ni Uummarmiut mais sont des Inuits du cuivre et se désignent eux-mêmes sous le nom d'Ulukhaktokmuit après Ulukhaktok, le nom indigène de ce qu'on appelait autrefois Holman.
Le pipeline proposé de la vallée du Mackenzie traverserait à la fois le territoire des Inuvialuit et des Gwich'in.

## Langue
La langue traditionnelle est connue sous le nom d'inuvialuktun et se compose de trois ou quatre dialectes. L'uummarmiutun, parlé par les Uummarmiut d'Aklavik et d'Inuvik, est un dialecte inupiatun mais est généralement associé à l'inuvialuktun. Le siglitun est parlé par les Siglit de Sachs Harbour, Paulatuk, Tuktoyaktuk et Inuvik. Le kangiryuarmiutun est utilisé par les Kangiryuarmiut d'Ulukhaktok. Kangiryuarmiutun est essentiellement le même que l'inuinnaqtun qui est également utilisé dans les communautés du Nunavut de Kugluktuk, Bathurst Inlet et Cambridge Bay. Le natsilingmiutut utilisé par les Inuits Netsilik de Gjoa Haven, Taloyoak, Kugaaruk et Naujaat au Nunavut. Uummarmiutun, Siglitun et Inuinnaqtun (Kangiryuarmiutun) sont tous écrits en utilisant le script latin tandis que Natsilingmiutut est écrit en syllabaire inuktitut,.

## Culture

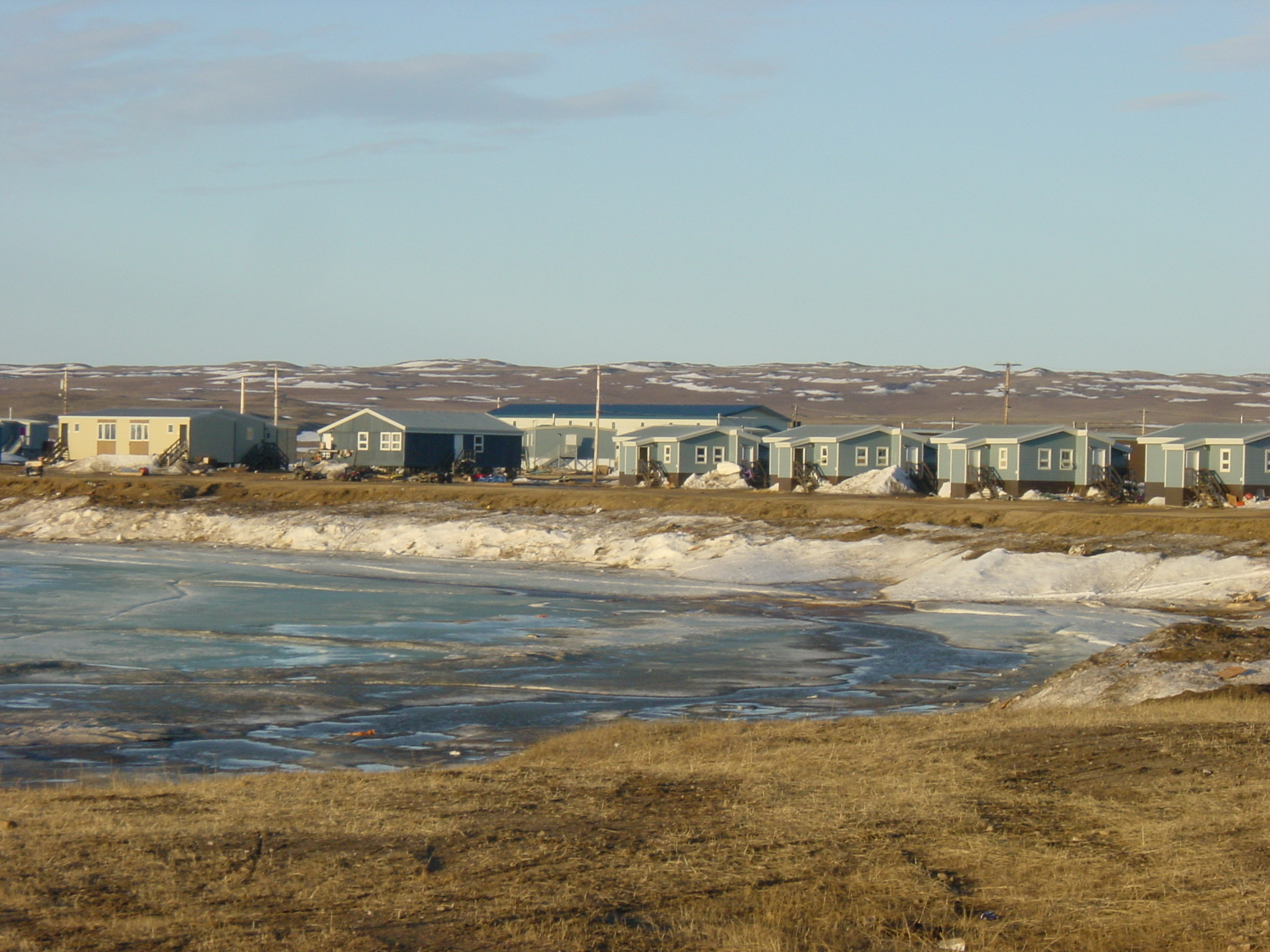
Paulatuk.

Tout au long de l’année, les Inuvialuit chassent le caribou des troupeaux de Cape Bathurst et de Bluenose, et ont également partagé le troupeau de Porcupine avec les Gwich’in. Il y a eu des tensions entre les Inuvialuit et les Gwich’in au sujet de la chasse au caribou.
Les autres activités sont saisonnières :
- Printemps : pêche, chasse aux oies, chasse au Grizzli ;
- Été : chasse à la baleine, pêche, cueillette de baies, racines et plantes médicinales ;
- Automne : pêche, chasse au phoque, chasse aux oies et cueillette de plantes ;
- Hiver : pêche, chasse au phoque, chasse à l'ours polaire.

Les jeux traditionnels comprennent :
- akimuq : jeu de coup de pied haut ;
- ayahaaq : jeu de cordes ;
- iglukisaaq : jongler avec les rochers ;
- mak : essayer de faire rire une personne ;
- napataak : jeu de fléchettes avec un manche en bois et un clou pointu.

## Communautés
| Communautés Inuvialuit,. | Communautés Inuvialuit,. | Communautés Inuvialuit,. | Communautés Inuvialuit,. | Communautés Inuvialuit,. | Communautés Inuvialuit,. | Communautés Inuvialuit,. | Communautés Inuvialuit,. | Communautés Inuvialuit,. |
| ------------------------ | ------------------------ | --- | ------------------------ | ------------------------ | ------------------------ | ------------------------ | ------------------------ | ------------------------ |
| Communauté               | Communauté               | Traduction française | Population en 2016       | Inuvialuit               | Premières Nations        | Métis                    | Autres autochtones       | Non autochtones          |
| Aklavik                  | Aklavik                  | « lieu du grizzly de la toundra »                                                                                                  | 590                      | 315                      | 200                      | 25                       | 0                        | 50                       |
| Inuvik                   | Inuvik                   | « lieu de l'homme » | 3 140                    | 1 335                    | 635                      | 105                      | 0                        | 1 010                    |
| Paulatuk                 | Paulatuk                 | « lieu du charbon » | 265                      | 235                      | 0                        | 0                        | 0                        | 25                       |
| Sachs Harbour            | Sachs Harbour            | traditionnellement appelé Ikahuak, ce qui signifie « où vous vous rendez »                                                         | 103                      | 90                       | 0                        | 0                        | 0                        | 10                       |
| Tuktoyaktuk              | Tuktoyaktuk              | « ressemblant à un caribou », anciennement connu sous le nom de Port Brabant                                                       | 898                      | 790                      | 15                       | 0                        | 10                       | 55                       |
| Ulukhaktok               | Ulukhaktok               | « une grande falaise où l'on collectait des matières premières pour fabriquer des ulus », anciennement connu sous le nom de Holman | 396                      | 370                      | 10                       | 0                        | 0                        | 20                       |

La superficie des terres couvertes par la région désignée des Inuvialuit est de 521 707,68 km2. Aklavik (Bande indienne d’Aklavik, Conseil Ehdiitat Gwich’in) et Inuvik (Conseil Nihtat Gwich’in) sont partagés avec les Gwich’in qui sont représentés par le Conseil tribal des Gwich’in